# Megastigmus rosae
Megastigmus rosae is een vliesvleugelig insect uit de familie Torymidae. De wetenschappelijke naam is voor het eerst geldig gepubliceerd in 1971 door Boucek.